# Макдэниелс, Джим
Джеймс Рональд «Джим» Макдэниелс (англ. James Ronald "Jim" McDaniels; 2 апреля 1948 года, Скоттсвилл, Кентукки, США — 6 сентября 2017) — американский профессиональный баскетболист Американской баскетбольной ассоциации, отыгравший два неполных из девяти сезонов её существования, а также ещё пять неполных сезонов в Национальной баскетбольной ассоциации.

## Ранние годы
Джеймс Макдэниелс родился 2 апреля 1948 года в городе Скоттсвилл (штат Кентукки). Учился в средней школе Аллен-Каунти, в которой играл за местную баскетбольную команду.

## Статистика

### Статистика в НБА
| Сезон                                                                                    | Команда | Регулярный сезон | Регулярный сезон | Регулярный сезон | Регулярный сезон | Регулярный сезон | Регулярный сезон | Регулярный сезон | Регулярный сезон | Регулярный сезон | Регулярный сезон | Регулярный сезон | Серия плей-офф | Серия плей-офф | Серия плей-офф | Серия плей-офф | Серия плей-офф | Серия плей-офф | Серия плей-офф | Серия плей-офф | Серия плей-офф | Серия плей-офф | Серия плей-офф |
| Сезон                                                                                    | Команда | GP               | GS               | MPG              | FG%              | 3P%              | FT%              | RPG              | APG              | SPG              | BPG              | PPG              | GP             | GS             | MPG            | FG%            | 3P%            | FT%            | RPG            | APG            | SPG            | BPG            | PPG            |
| ---------------------------------------------------------------------------------------- | ------- | ---------------- | ---------------- | ---------------- | ---------------- | ---------------- | ---------------- | ---------------- | ---------------- | ---------------- | ---------------- | ---------------- | -------------- | -------------- | -------------- | -------------- | -------------- | -------------- | -------------- | -------------- | -------------- | -------------- | -------------- |
| 1971/72                                                                                  | Сиэтл   | 12               |                  | 19,6             | 41,5             |                  | 61,1             | 6,8              | 0,8              |                  |                  | 9,4              | Не участвовал  | Не участвовал  | Не участвовал  | Не участвовал  | Не участвовал  | Не участвовал  | Не участвовал  | Не участвовал  | Не участвовал  | Не участвовал  | Не участвовал  |
| 1972/73                                                                                  | Сиэтл   | 68               |                  | 16,1             | 39,9             |                  | 70,0             | 5,1              | 1,1              |                  |                  | 5,6              | Не участвовал  | Не участвовал  | Не участвовал  | Не участвовал  | Не участвовал  | Не участвовал  | Не участвовал  | Не участвовал  | Не участвовал  | Не участвовал  | Не участвовал  |
| 1973/74                                                                                  | Сиэтл   | 27               |                  | 16,3             | 36,4             |                  | 53,5             | 4,7              | 0,9              | 0,3              | 0,6              | 5,5              | Не участвовал  | Не участвовал  | Не участвовал  | Не участвовал  | Не участвовал  | Не участвовал  | Не участвовал  | Не участвовал  | Не участвовал  | Не участвовал  | Не участвовал  |
| 1975/76                                                                                  | Лейкерс | 35               |                  | 6,9              | 40,2             |                  | 100,0            | 2,1              | 0,4              | 0,1              | 0,3              | 2,6              | Не участвовал  | Не участвовал  | Не участвовал  | Не участвовал  | Не участвовал  | Не участвовал  | Не участвовал  | Не участвовал  | Не участвовал  | Не участвовал  | Не участвовал  |
| 1977/78                                                                                  | Баффало | 42               |                  | 16,5             | 42,7             |                  | 85,7             | 4,3              | 1,0              | 0,1              | 0,9              | 5,6              | Не участвовал  | Не участвовал  | Не участвовал  | Не участвовал  | Не участвовал  | Не участвовал  | Не участвовал  | Не участвовал  | Не участвовал  | Не участвовал  | Не участвовал  |
|                                                                                          | Всего   | 184              |                  | 14,7             | 40,2             |                  | 70,3             | 4,4              | 0,9              | 0,1              | 0,6              | 5,3              | Не участвовал  | Не участвовал  | Не участвовал  | Не участвовал  | Не участвовал  | Не участвовал  | Не участвовал  | Не участвовал  | Не участвовал  | Не участвовал  | Не участвовал  |
| Наведите курсор мыши на аббревиатуры в заголовке таблицы, чтобы прочесть их расшифровку. |         |                  |                  |                  |                  |                  |                  |                  |                  |                  |                  |                  |                |                |                |                |                |                |                |                |                |                |                |

### Статистика в NCAA
| Сезон | Команда          | Conf  | Class | GP | GS | MPG | FG%  | 3P% | FT%  | RPG  | APG | SPG | BPG | PPG  |
| --- | ---------------- | ----- | ----- | -- | -- | --- | ---- | --- | ---- | ---- | --- | --- | --- | ---- |
| 1968/69 | Вестерн Кентукки | OVC   | SO    | 26 |    |     | 50,2 |     | 64,5 | 12,5 | 0,6 |     |     | 24,8 |
| 1969/70 | Вестерн Кентукки | OVC   | JR    | 25 |    |     | 57,0 |     | 75,2 | 13,6 | 1,6 |     |     | 28,6 |
| 1970/71 | Вестерн Кентукки | OVC   | SR    | 30 |    |     | 52,2 |     | 74,2 | 15,1 | 1,1 |     |     | 29,3 |
| Всего | Всего            | Всего | Всего | 81 |    |     | 53,0 |     | 71,6 | 13,8 | 1,1 |     |     | 27,6 |
| Наведите курсор мыши на аббревиатуры в заголовке таблицы, чтобы прочесть их расшифровку Статистика приведена с сайта sports-reference.com |                  |       |       |    |    |     |      |     |      |      |     |     |     |      |